# Jeremy Schulz
Jeremy Schulz (* 22. März 1998 in Hamburg) ist ein deutscher Sportschütze im Wurfscheibenschießen in der olympischen Disziplin Trap.

## Leben und Karriere
Im Alter von 15 Jahren entdeckte Jeremy Schulz seine Leidenschaft für das Wurfscheibenschießen beim SC-Diana Hoppegarten in Berlin. 2016 wurde er Teil der Nationalmannschaft des Deutschen Schützenbundes und nahm an seiner ersten Europameisterschaft im italienischen Lonato teil. Mit den Augen auf die Olympischen Sommerspiele 2024, folgten erfolgreiche Teilnahmen an ISSF Weltcups, Europa und Weltmeisterschaften. 2020 wurde er in der ersten Auflage des Wettkampfformates Deutscher Meisterschütze.
Neben nationalen und internationalen Medaillen gewann Jeremy Schulz 2018 zusammen mit seinen Teamkollegen Johannes Kulzer und Jonas Bindrich die EM-Bronzemedaille in Leobersdorf.